# 地球的其他衛星

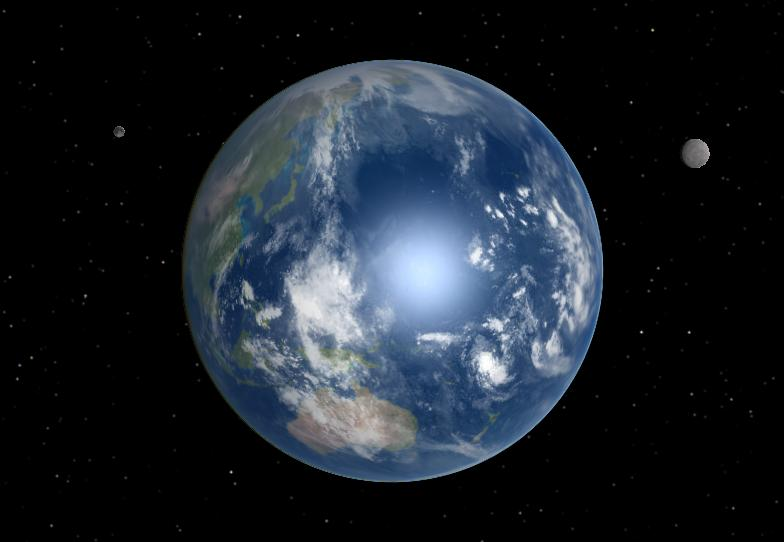
地球與兩顆衛星。

除了月球之外，地球可能曾經擁有其它的天然衛星數個世紀。有些已經被提出，但尚未經過驗證。目前月球仍然是地球唯一的天然衛星，但是有些天體被視為準衛星，像是小行星3753（克魯特尼）已經一再被討論是否為地球的第二顆衛星，其它的還有54509 YORP、(85770) 1998 UP1、2002 AA29、2000 PG5、2000 WN10。
在19和20世紀，一些科學家進行的「第二顆衛星」的搜尋，當然這被認定可能是惡作劇的主題。因為有相關天體的大小和軌道 都缺乏發現的資料也無法證實。然而有4顆近地天體被發現與地球有著1:1的共振，它們被稱為準衛星。
通過大規模的搜索 發現一些小天體，實際提案要求正視這些軌道特別的天體。對這些天體進行最終的分析和確認後，其中的三個已經確認不是天然衛星。

## 佩蒂特的衛星
第一個提出地球可能有第二顆衛星的是法國天文學家佩蒂特，亦是圖盧茲天文台的台長，他在1846年宣稱發現有著橢圓軌道的地球衛星。據稱同在圖盧茲的  和  以及阿尔特纳克的  也提出在1846年3月21日剛黃昏時看見的報告。佩蒂特提出了這顆第二個月球的橢圓軌道的週期是2時44分。其遠地點约为3570千米（2220英里），近地點约为11.4千米（37000英尺）。但是，它的近地點接近大部分飛機的巡航高度，因此這項报告很快就被他的同事证伪了。
佩蒂特深信他在1846年的觀測，並在15年後以現存的月球運動擾動為基礎，發表了另一份关于第二顆月球存在的報告，然而此假說仍未獲得證實。不過，這個觀念影響了科幻作家儒勒·凡尔纳，他在1865年以佩蒂特虛構的月球為基礎撰寫了小說《從地球到月球》，其中並不完全依據佩蒂特在科技層面的意見以及圖盧茲方面的觀測，因为凡爾納提出的軌道在數學上是不可能的。

## Waltemath 的月球
在1898年，漢堡科學家 Georg Waltemath 博士宣稱他已經發現環繞地球的微衛星系統。他在有些物體的引力影響月球軌道的假設下開始搜尋他的第二顆衛星。
Waltemath 描述這顆假设中的衛星與地球的距離是1,030,000 km（640,000 mi），直徑700 km（430 mi），軌道週期119天，會合週期177天。他也說它不能反射足夠多的陽光，因此除非在特定的時間察看，望遠鏡是看不見這顆衛星的。他也提出幾個可以看見的時間預測，「有時，它會在陽光照耀下出現在夜間，但為時只有一小時左右。」然而 Waltemath 的月球因為在科學界缺乏確鑿的觀測證據下而失敗。在觀測上的失敗，尤其是1898年2月的預測更有問題，使他名譽掃地。Waltemath 在1898年8月的科學議題上還提出更多衛星的動議，指出第三顆衛星更靠近第一顆衛星，直徑746 km（464 mi），並且稱它為 Warhafter Wetter-und Magnet Mond。

## 其他的聲稱
1918年，星占家塞菲拉爾宣稱已經證實 Waltemath 衛星的存在，他稱之為 Lilith。塞菲拉爾宣稱 Lilith 是一顆多數時間都看不見的暗衛星，但他曾經在它橫越太陽之際看見過。
1926年，科學期刊 Die Sterne (Zeitschrift) 發表了德國業餘天文學家 W. Spill 自稱曾經成功的看見了環繞地球的第二顆衛星。
1960年代後期，John Bargby 更聲稱已經觀察到超過10顆以上地球的小衛星，但未能獲得證實。

## 一般的調查
威廉·亨利·皮克林研究第二顆衛星的可能性，並以常規的搜索在1903年排除了許多類型天體的可能性。許多年以後，它的文章《隕石的衛星》（A Meteoric Satellite）於1922年發表在通俗天文學這本雜誌上，結果導致搜尋天然小衛星的業餘天文學家有所增加。皮克林也曾提出月球是從地球分離出去的。
冥王星的發現者克萊爾·湯博在美國陸軍彈藥研究辦公室的資助下搜尋近地小行星；另一項在1954年3月搜索的公開聲明，強調提出搜索的理論基礎。不過，依據唐納德‧奇賀，即後來的空中現象國家調查委員會主任（NICAP），指出突然搜索的真正原因是因為有兩顆近地天體在1953年中期被來自五角大廈的新長距離雷達檢出。1954年5月，奇賀作公開的言論發表，他的消息來源告訴他確實是有一或兩個物件被成功的發現。但直到1954年8月23日，當宇航一週及空間技術指出兩顆只有400英里和600英里的天然衛星已經被發現才告結束。不過，林肯·拉巴斯和湯博發出聲明公開否認任何的發現。在1955年10月的大眾機械雜誌報導： 
湯博教授對其研究結果避而不談，他不想說是否發現了任何小型的天然衛星。不過，他只說18個月前新聞報導宣稱發現400英里和600英里的天然衛星是不正確的，他補充說這個搜索計畫和所謂的飛碟報告之間沒有任何的關聯。
在1957年洛杉磯的流星會議上，湯博重申他4年前搜索天然衛星沒有成功。1959年，湯博發出一份終結報告，說明在他的搜索中沒有任何的發現。

## 準衛星和特洛伊

地球和準衛星小行星3753克魯特尼的軌道

當從地球觀測時，克魯特尼看似繞著地球軌道上的一個點。

雖然目前還沒有發現地球的其它衛星，但是有不同類型的近地天體有著和地球1：1的共振軌道，而被稱為準衛星。準衛星以和行星相同的軌道距離環繞太陽，而不是環繞著行星。它們的軌道是不穩定的，並且只會落入共振軌道或其它的軌道數千年之久 。地球的準衛星包括2006 RH120、2002 AA29和 (3753) 克魯特尼。
克魯特尼於1986年被發現，是以橢圓環繞太陽的小行星，但從地球上看有著馬蹄形軌道，因此被暱稱為「地球的第二顆衛星」。
2006年9月14日，發現一顆估計直徑約5米的小天體在近極軌道上環繞著地球。本來以為是阿波羅12號農神五號火箭第三節（S-IVB）的助推器，後來被確認是小行星，臨時名稱是2006 RH120。這顆小行星在13個月後重新回到環繞太陽的軌道，但在21年之後可能重回環繞地球的軌道。
地球目前已確認擁有兩顆特洛伊小行星，被地球的重力捕獲在穩定的L4拉格朗日點，這兩顆天體是2010 TK7，大約長300米；及2020 XL5，大約寬549米。如同準衛星一樣，它的軌道是環繞著太陽，而不是地球本身。

## 在文學作品
佩蒂特的第二顆衛星不被認同，但是它繼續搜索而在15年後提出另一種解釋的建議。作家儒勒·凡爾納學得了佩蒂特的第二顆衛星的建議，他以這個想法做為伏筆，採用在1865年的小說《從地球到月球》 。儒勒·凡爾納的書爆發性的普及，在19世紀引發許多業餘天文學家尋找第二顆衛星。然而，佩蒂特亦於1865年過世，沒有能夠活著看到這一天。撒繆爾·R·狄蘭尼在1975年的小說《代爾格林》有著地球神祕的獲得第二顆月球的劇情。埃莉諾·卡梅倫寫給兒童的小說《蘑菇行星》（第一本是《前往蘑菇行星的奇妙飛行》）在距離地球50,000英里（80,000）的軌道上設置了一顆可以居住、看不見的小衛星。
中國手機游戲《雷索納斯》設定在地球突然出現一個名為“地衛二”的第二個衛星而導致地球末日後的世界觀。

## 外部連結
- Earth’s Other Moon（页面存档备份，存于）
- The Earth's Second Moon, 1846-present（页面存档备份，存于）
- A detailed explanation of secondary moon theories（页面存档备份，存于）
- Have astronomers discovered Earth's second moon?
- Near-Earth asteroid 3753 Cruithne --Earth's curious companion-- （页面存档备份，存于）

## 延伸讀物
- Research paper describing horseshoe orbits.（页面存档备份，存于）

- Willy Ley: "Watchers of the Skies", The Viking Press NY,1963,1966,1969
- Carl Sagan, Ann Druyan: "Comet", Michael Joseph Ltd, 1985, ISBN 0-7181-2631-9
- Tom van Flandern: "Dark Matter, Missing Planets & New Comets. Paradoxes resolved, origins illuminated", North Atlantic Books 1993, ISBN 1-55643-155-4
- Joseph Ashbrook: "The Many Moons of Dr Waltemath", Sky and Telescope, Vol 28, Oct 1964, p 218, also on page 97-99 of "The Astronomical Scrapbook" by Joseph Ashbrook, Sky Publ. Corp. 1984, ISBN 0-933346-24-7
- Delphine Jay: "The Lilith Ephemeris", American Federation of Astrologers 1983, ISBN 0-86690-255-4
- William R. Corliss: "Mysterious Universe: A handbook of astronomical anomalies", Sourcebook Project 1979, ISBN 0-915554-05-4, p 146-157 "Other moons of the Earth", p 500-526 "Enigmatic objects"
- Clyde Tombaugh: Discoverer of Planet Pluto, David H. Levy, Sky Publishing Corporation, March 2006
- Richard Baum & William Sheehan: "In Search of Planet Vulcan" Plenum Press, New York, 1997 ISBN 0-306-45567-6 , QB605.2.B38